# Ladigesocypris
Ladigesocypris är ett släkte av fiskar. Ladigesocypris ingår i familjen karpfiskar.
Kladogram enligt Catalogue of Life:
| Ladigesocypris | \| \| Ladigesocypris ghigii \| \| \| \| \| \| Ladigesocypris mermere \| \| \| \| |
|                | \| \| Ladigesocypris ghigii \| \| \| \| \| \| Ladigesocypris mermere \| \| \| \| |
|                | Ladigesocypris ghigii                                                            |
|                |                                                                                  |
|                | Ladigesocypris mermere                                                           |
|                |                                                                                  |